# Juan Ayala
Juan A. Ayala – piłkarz urugwajski, napastnik.
Jako piłkarz klubu CA Peñarol wziął udział w turnieju Copa América 1949, gdzie Urugwaj zajął szóste miejsce. Ayala zagrał w sześciu meczach - z Ekwadorem (zmienił go José María García), Boliwią, Kolumbią (wszedł na boisko za Ramóna Castro i zdobył w końcówce wyrównującą bramkę), Brazylią (zmienił na boisku Miguela Martíneza), Peru (zdobył 1 bramkę) i Chile (zdobył bramkę honorową).
W reprezentacji Urugwaju Ayala grał tylko w 1949 roku podczas turnieju Copa América - rozegrał w niej łącznie 6 meczów i zdobył 3 bramki.